# پستانداران ایران: سگ‌سانان و کفتارها
پستانداران ایران: سگ‌سانان و کفتارها تألیف علی گلشن است که توسط کانون پرورش فکری کودکان و نوجوانان در سال ۱۳۹۳ منتشر شده‌است، این کتاب در سی و سومین دوره جایزه کتاب سال جمهوری اسلامی ایران ازطرف وزارت فرهنگ و ارشاد اسلامی، به‌عنوان «کتاب سال» برگزیده شد.
این کتاب پس از پستانداران ایران: گربه‌سانان دومین جلد از مجموعه ۶ جلدی پستانداران ایران است که به صورت جامع برای گروه سنی «د» و «ه» (دوره‌های اول و دوم متوسطه) منتشر شده‌است.
تصاویر کتاب توسط ۲۳ عکاس حرفه‌ای در این زمینه گرفته شده‌است و به معرفی انواع گونه‌ها و نژادهای مختلف خانواده سگ‌ها و کفتارها پرداخته‌است.
شناخت شکل ظاهری، نام فارسی و علمی، عادت‌ها و رفتار، جانورشناسی، نقش این حیوان در تاریخ، فرهنگ و هنر ایران، پراکندگی گونه‌های مختلف آن در ایران و جهان و زیستگاه‌های این جانور به همراه تصویرهایی از زیرگونه‌های امروزی سگ‌سانان در جهان از ویژگی‌های این کتاب است.